# 郭璞

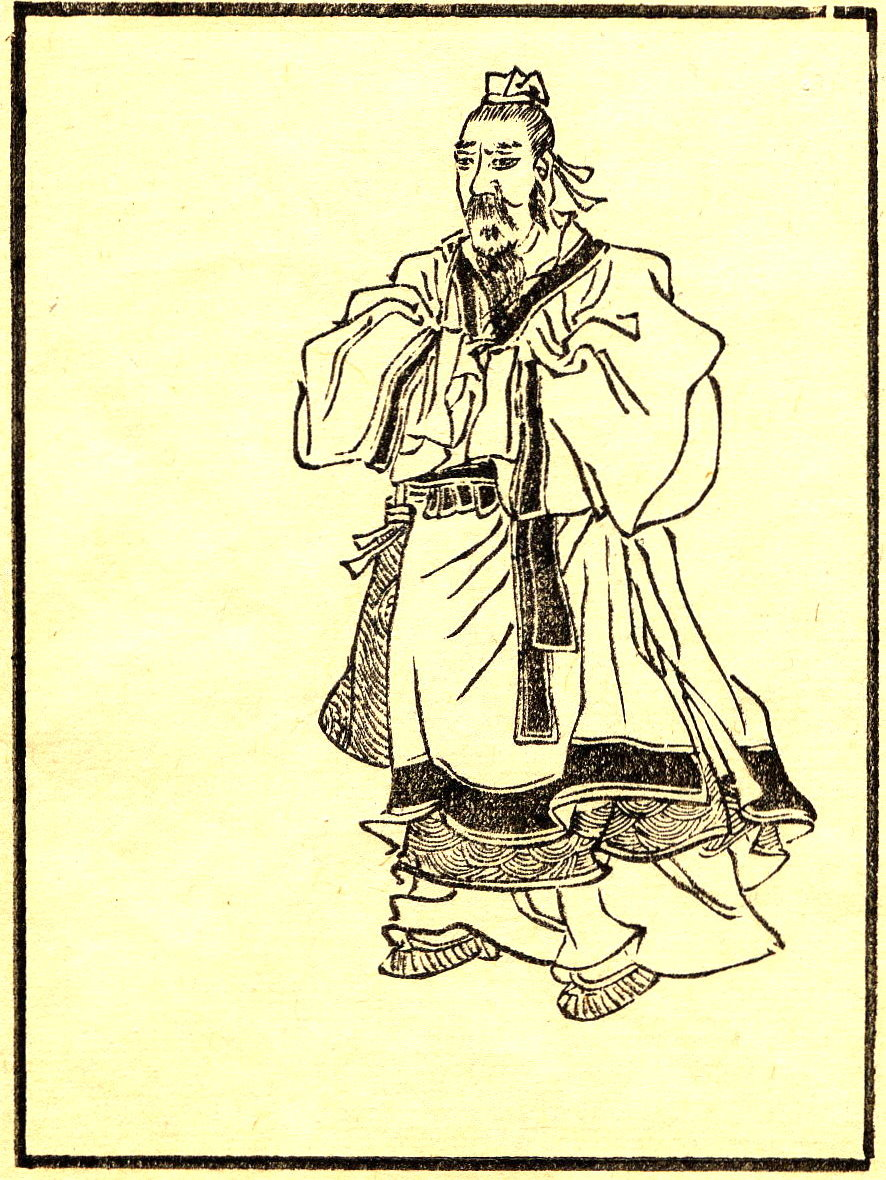
郭璞 "列仙酒牌"中

郭璞（276年—324年），字景纯，河东郡闻喜县（今属山西省）人，西晋建平太守郭瑗之子。东晋学者，既是文学家和训诂学家，又是方术大师和《游仙诗》的祖师。著作《尔雅注》（成書於313-317年）、《方言注》（成書於318-320年）成為研究晉代漢語的方言地理的重要文獻。

## 生平
- 西晋末年永嘉之亂前夕，304年郭璞南遷，幾經周折到洛陽，住了五年。[1]310年末春隨晉軍南遷，311年春到廬江，最終定居暨陽（今江陰縣）。[1]历任宣城、丹阳参军。
- 晋元帝时期，升至著作佐郎，迁尚书郎，又任将军王敦的记室参军。郭璞本人嗜酒好色，时或过度，桓彝造訪他時，看見他都在和婦人嬉戲。友人干寶曾勸他曰：“此伐性之斧也。”郭璞不以為然說：“吾所受有分。恆恐用之不盡。豈酒色之能害。”[3]郭璞曾告訴桓彝，不可在他如厕时闯入，否则“客主有殃”。桓彝一次大醉后走进郭璞家的厕所，只见他“裸身被髮，衔刀设醊”，郭璞大驚失色說“此天命，不可逃也！”
- 324年，驻守荆州的王敦打算谋逆，事前命郭璞占卜，結果不吉，王敦怒杀之，时年49岁。事后，郭璞被追赐为“弘农太守”。
- 晋明帝在玄武湖边建了郭璞的衣冠塚，名“郭公墩”。據說，郭璞生前通過易占，把自己的墓址選在江中[4]。郭璞之子敦骜被封为临贺太守。

## 学术
- 郭璞曾注释《周易》、《山海经》、《穆天子传》、《方言》和《楚辞》等古籍，古籍中常引郭璞的注释作为参证。

- 《尔雅注》（成書於313-317年[1]）、《方言注》（成書於318-320年[1]）聞名。以当时通行的方言名称，解释了古老的动、植物名称，并为它注音、作图，使《尔雅》成为历代研究本草的重要参考书。而郭璞开创的动、植物图示分类法，也为唐代以后的所有大型本草著作所沿用。

- 在学术渊源上，郭璞除家传易学外，还承袭了道教的术数学理论，是两晋时代最著名的方术士，传说擅长诸多奇异的方术。

- 郭璞一生的诗文著作多达百卷以上，数十万言，《晋书·郭璞传》称“词赋为中兴之冠”。其中以《游仙诗》为主要代表，现仅存14首，是中国游仙诗体的鼻祖。

- 相传著有《葬書》，是風水堪輿名著。王禕《青岩叢錄》曰：“擇地以葬，其術本於晉郭璞。”

## 延伸阅读
[在维基数据编辑]
 在维基文库阅读此作者作品（ 在维基共享资源阅览影像）
 《晉書/卷072》，出自房玄齡《晉書》